# Кінап (футбольний клуб, Одеса)
Футбольний клуб «Кінап» або просто «Кінап»  — аматорський радянський футбольний клуб з міста Одеса.

## Історія
Футбольний клуб «Кінап» засновано в Одесі при однойменному заводі. У 1936 році команда стартувала в першому розіграші кубку СРСР, де в 1/32 фіналу поступилася миколаївському «Заводу ім. А. Марті» (0:1). Потім виступав у регіональних змаганнях. У 1936 році грав в першій групі чемпіонату УРСР, де посів останнє 4-е місце. Наступного року також виступав у кубку УРСР. У 1938 році не виступав у республіканських турнірах. У 1939 році команда грала в кубку УРСР, де дійшла до 1/2 фіналу (поступився одеському «Харчовику»). Також у 1939 році виграв кубок Одеської області (у фіналі обіграв вознесенський «Локомотив») та міста Одеси. У фінальному поєдинку чемпіоната міста «Кінап» обіграв «Харчовик» (3:0).

## Досягнення
- Кубок СРСР
  - 1/64 фіналу (1): 1936

- Кубок УРСР
  - 1/2 фіналу (1): 1939

- Кубок Одеської області
  -  Володар (1): 1939

- Кубок Одеси області
  -  Володар (1): 1939